# Zaitunia martynovae
Zaitunia martynovae (лат.) — вид пауков рода Zaitunia из семейства Filistatidae. Эндемик Таджикистана (Средняя Азия). 

## Описание
Мелкие пауки, длина около 4 мм. Размер экземпляров, описанных Зонштейном и Марусиком в 2016 году, составляет от 3,47 мм у самца, до 4,35 мм у самки. 
Вид был впервые описан в 1969 году советскими арахнологами Екатериной Михайловной Андреевой и Виктором Петровичем Тыщенко под первоначальным названием Zaitunia martynovae (Andreeva et Tystshenko, 1969). 
В 1990 году включён в состав рода Zaitunia. Вид Zaitunia martynovae назван в честь советского энтомолога Елены Фёдоровны Мартыновой (1925—2003), крупного специалиста по коллемболам.